# Wilhelmus

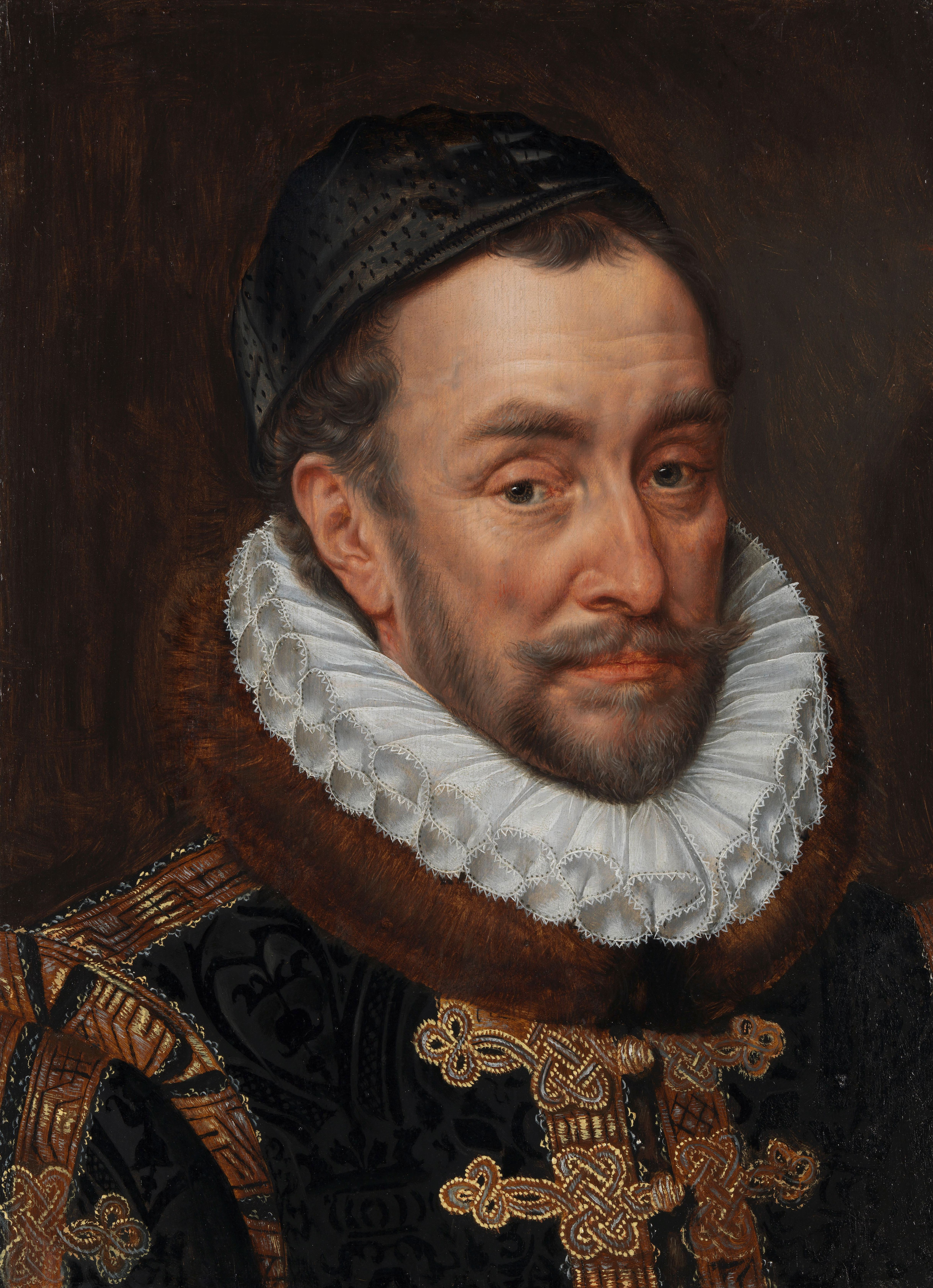
Willem van Oranje in 1580

Het Wilhelmus is sinds 1932 officieel het Nederlandse volkslied. De tekst is omstreeks 1570 aan het begin van de Tachtigjarige Oorlog geschreven op een bestaande melodie, maar het is niet duidelijk door wie. De huidige variant van die melodie dateert uit het begin van de 17e eeuw. Het Wilhelmus wordt beschouwd als een van de oudste volksliederen ter wereld, al is de tekst van het Japanse volkslied bijvoorbeeld ouder. De tekst van het lied is in de mond gelegd van Willem van Oranje als stadhouder van Holland en Zeeland, alsof hij die zelf uitgesproken heeft. De tekst weerspiegelt Willem van Oranjes tweestrijd inzake de opstand in de Nederlanden: enerzijds probeert hij als vertegenwoordiger van het staatsgezag trouw te zijn aan de Spaanse koning, anderzijds volgt hij zijn geweten dat hem voorschrijft in de eerste plaats God en het Nederlandse volk te dienen.
Het lied was populair als militaire mars en betekende een ondersteuning in de strijd van de Nederlanden tegen de Spaanse overheerser. Gedurende de gehele Tachtigjarige Oorlog is het lied populair gebleven, maar het raakte daarna in vergetelheid tot het in de 19e eeuw opnieuw werd ontdekt. Het was aanvankelijk vooral populair in oranjegezinde en confessionele kringen, maar werd tijdens de Tweede Wereldoorlog tot min of meer onomstreden nationaal symbool. Van het Wilhelmus wordt meestal het eerste couplet gezongen, soms gevolgd door het zesde.
Nederland en staatkundige voorlopers kenden voorheen andere volksliederen, waaronder van 1815 tot 1932 Wien Neêrlands bloed.

## Opbouw
Het lied bestaat uit vijftien coupletten, die een acrostichon vormen: de eerste letters van de coupletten vormen de naam Willem van Nassov. De v is hierin als Romeinse letter een u en de coupletten die destijds met een s begonnen, hebben in hedendaags Nederlands een z als beginletter.
Het Wilhelmus is daarnaast een complex chiasme, waarbij de 15 stanza's inhoudelijk gekruist zijn: de 1e met de 15e, de 2e met de 14e enzovoorts. De 8e stanza komt zodoende centraal te staan. Hierin wordt de essentie van het Wilhelmus geopenbaard: de vergelijking tussen Willem van Oranje en de Bijbelse koning David, aan wie beiden een koninkrijk toekomt.

## Inhoud
De tekst is geschreven in de tijd dat Willem van Oranje uit moest wijken naar zijn stamslot Dillenburg in het graafschap Nassau. Dit is vlak na 1568, waarin de hertog van Alva orde op zaken moest stellen in de Nederlandse provinciën. Het lied geeft aan hoezeer Willem van Oranje worstelt met de vraag hoe hij de koning van Spanje kan blijven eren, maar toch de tirannie van de hertog van Alva kan bestrijden. Het lied is door en door christelijk.
In de eerste strofe geeft Willem aan dat hij zijn vaderland trouw wil zijn. Willem was de belangrijkste van de edelen van de Nederlanden en stadhouder van 3 gewesten, Zeeland, Holland en Utrecht. Alva had inmiddels de graven van Egmont en Horne de doodstraf gegeven. Ook Willem van Oranje stond op de dodenlijst, maar die was gevlucht. Daardoor werd Willem van Oranje ook belangrijk voor de andere gewesten. Zodoende werd het Vaderland uit de eerste strofe niet nader omschreven in het lied. Willem van Oranje vraagt zich af of hij van Duits bloed is. Dit is een verbastering van het woord Diets (in het Engels Dutch). Dat slaat op de taal die destijds in Nederland werd gesproken. Wilhelmus vraagt zich in deze zin dus af of Nederlanders een eigen volk kunnen zijn met een eigen land. Een eigen Dietsland. 
In de tweede strofe wordt het geloof van Willem van Oranje in God weergegeven. Met opzet wordt niet aangegeven of dit geloof protestant of katholiek was. Willem van Oranje stond tolerant tegenover beide geloven en vond dat vrijheid van geloof het uitgangspunt moest zijn. Bovendien waren een aantal van de gewesten protestant en andere katholiek. Hij wilde beide meenemen in zijn strijd tegen de tirannie van de hertog van Alva.
In de vierde strofe haalt het lied de slag bij Heiligerlee van 1568 aan, waar zijn broer Adolf van Nassau is gesneuveld.
In de zesde strofe wordt het geloof van Willem van Oranje bezongen. Hij wil een goede christen zijn, maar hij wil ook de tiran verdrijven. Daarvoor roept hij de steun van God in. Deze strofe wordt vaak gezongen na de eerste strofe.
In strofe 8 wordt het verhaal van Saul en David aangehaald. Dit komt uit de Bijbel en vertelt hoe Saul als tiran probeert David te doden. David blijft echter loyaal aan Saul en uiteindelijk zal Saul sterven, niet door de hand van David, maar op het slagveld. Daarna wordt David de koning van Israël. Hij wordt gezien als de grootste joodse koning uit de geschiedenis. In feite hoopt Willem van Oranje op een dergelijke ontwikkeling in de Nederlanden.
In de 15e strofe wordt nog eens aangegeven dat Willem de Spaanse koning niet wil afvallen, maar dat zijn strijd gericht is tegen misstanden in de Nederlanden.

## Ontstaan

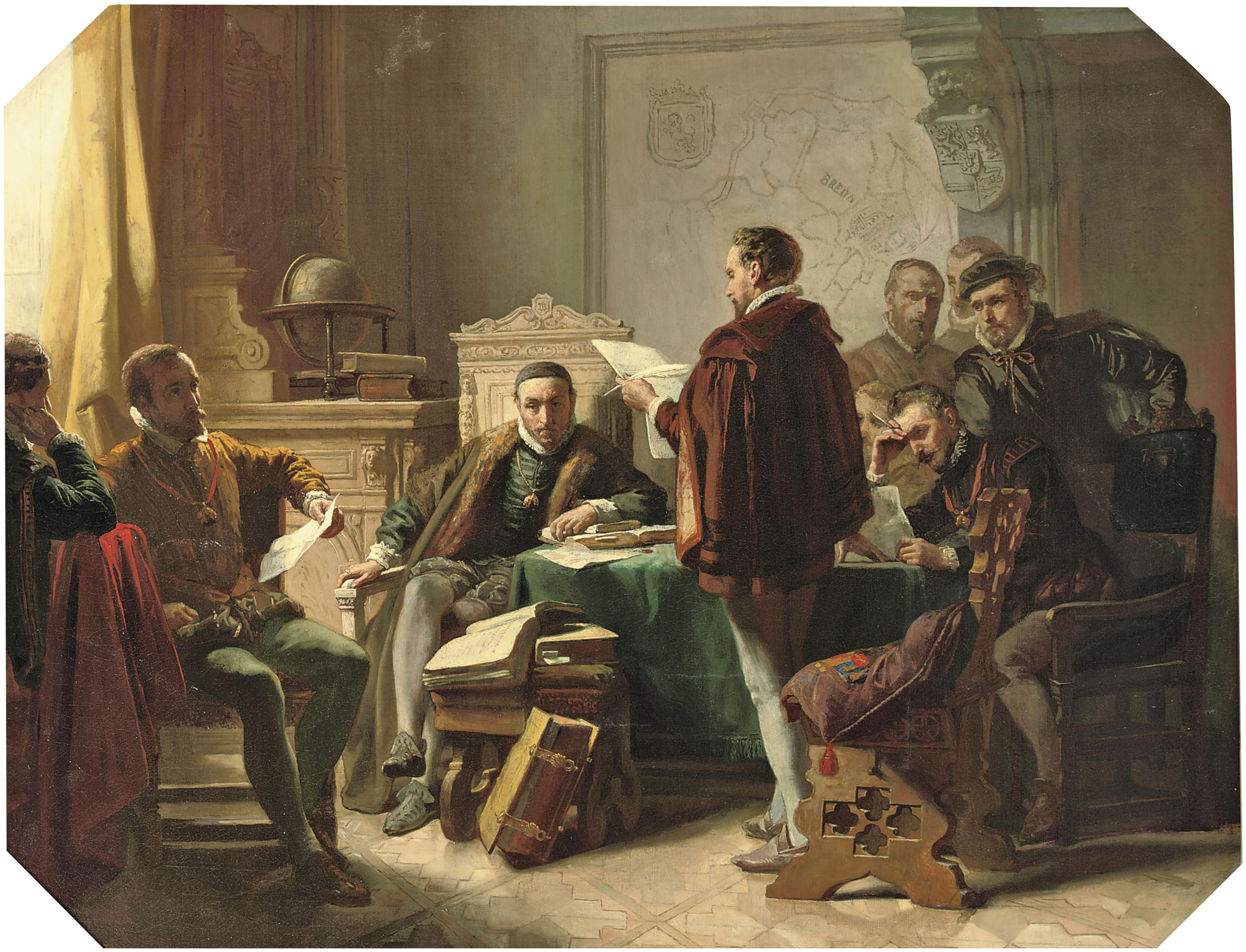
Marnix van Sint-Aldegonde draagt het Wilhelmus voor aan Willem van Oranje, door Jacob Spoel (19e-eeuwse, geromantiseerde voorstelling)

### Melodie
Het Wilhelmus is een contrafact: een lied met een nieuwe tekst op een bestaande melodie. De melodie is afkomstig van het spotlied O la folle entreprise du prince de Condé, dat werd gezongen tijdens het beleg van de stad Chartres door de hugenoten in 1568, en is dus op zijn laatst in dat jaar ontstaan. De eerste optekening van de melodie die bekend is, stamt uit 1574.
De oorspronkelijk eenvoudige melodie werd in de 17e eeuw van melismatiek (klankbuigingen) voorzien, gepubliceerd door de Veerse schepen Adriaen Valerius in zijn met een aantal liederen "geïllustreerde" geschiedschrijving Nederlandtsche Gedenck-Clanck uit 1626.
De huidige officiële harmonisatie is van Coenraad Lodewijk Walther Boer.

### Maatsoort

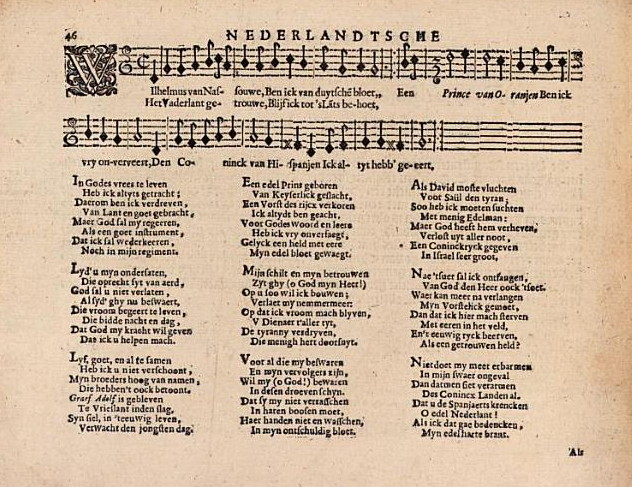
Uitgave van het Wilhelmus door Valerius, met afwijkende nootlengte op "-veerd".

De Wilhelmus-melodie werd in de allervroegste vormen genoteerd zonder maatstrepen (zie de afbeelding bovenaan deze pagina, waarbij de indeling van de maat met tactus-streepjes wordt aangegeven). Bovenstaande notatie is een moderne notatie, waarbij het lied is ingedeeld in maatsoorten. De eerste twee regels hebben een tweedelige maatsoort, met groepen van 4 en 2 kwartnoten. Hierna volgt een maatwisseling naar een meer 'wiegende' driekwartsmaat, met in de 2e helft van de regel een hemiola: na een indeling in 2 groepen van 3 kwartnoten, met het accent op de 1e kwartnoot:
| Prin - ce | van O - |
verschuiven de accenten even naar 3 groepen van 2 kwartnoten:
| - ran - je ben ik, | vrij on - ver - |
Ook wordt de 3/4 maat onderbroken door een 4/4 maat aan het eind van de 3e en begin van de 4e regel. Dit is overigens een aanpassing van later datum. In de publicaties van het lied door Adriaen Valerius uit 1626 (zie de afbeelding) staat de gehele tweede helft van het lied in 3/4 maat. De noot op "-veerd" is daar geen 3, maar 2 tellen. In de tweede helft van de 20ste eeuw is deze verlengd naar 3 tellen, zodat de lengte overeenstemt met de slotnoten van de 1e en de 2e regel (zoals o.a. in de publicatie in het Liedboek voor de Kerken uit 1973).
Het gebeurt overigens vaak bij het zingen dat de laatste noot van de eerste twee regels ("bloed" / "dood") en de 3e regel ("veerd") wordt ingekort tot een noot van 2 in plaats van 3 kwartnoten. Het te vroeg inzetten van de daarop volgende regel is met name te horen bij het zingen van het Wilhelmus in voetbalstadions waar de menigte niet de tijd neemt om tot drie te tellen, en daardoor in de regel eerder klaar is met zingen dan de afgespeelde muziek voorbij is.

### Auteur
De herkomst van de tekst is niet met zekerheid bekend. Hierover bestaan verschillende theorieën. Het Wilhelmus is een geuzenlied en de meeste teksten van geuzenliederen waren anoniem, omdat op het maken van opstandige liederen destijds de doodstraf stond. De tekst wordt vaak toegeschreven aan Filips van Marnix van Sint-Aldegonde, maar concrete bronnen hiervoor ontbreken. In een scriptie van historica Gudrun Dekker-Schwichow (Rijksuniversiteit Groningen) uit 2008 wordt Marnix' auteurschap bevestigd op basis van muzikale en tekstuele parallellen van drie andere liederen van zijn hand. Marnix was dichter en een intimus van prins Willem. Hij had gestudeerd bij Calvijn in Genève en het Wilhelmus draagt daarvan de sporen.
Volgens een andere theorie is de tekst door een onbekend gebleven dichter geschreven en daarna door Marnix bewerkt. Ook wordt Coornhert wel als auteur genoemd.
In 2016 kwam uit nieuw stylometrisch onderzoek Petrus Datheen naar voren als mogelijke schrijver van de tekst van het Wilhelmus. Daarmee is nog niet gezegd dat hij de auteur was van het Wilhelmus.
Wat betreft de datum staat wel vast dat de tekst geschreven is na mei 1568, omdat de tocht langs de Maas in het lied vermeld wordt, en waarschijnlijk vóór april 1572, omdat de verovering van Den Briel niet bekend lijkt in het lied. De oudste aanwijsbare vermelding van het lied dateert uit 1573. Notaris Willem Verwer noteerde op 31 mei van dat jaar in zijn dagboek dat een Haarlemse soldaat tijdens het beleg van Haarlem de Spanjaarden tartte door, gezeten op de stadsmuur, het Wilhelmus te zingen; iets wat hij met zijn leven moest bekopen.

## 18e eeuw

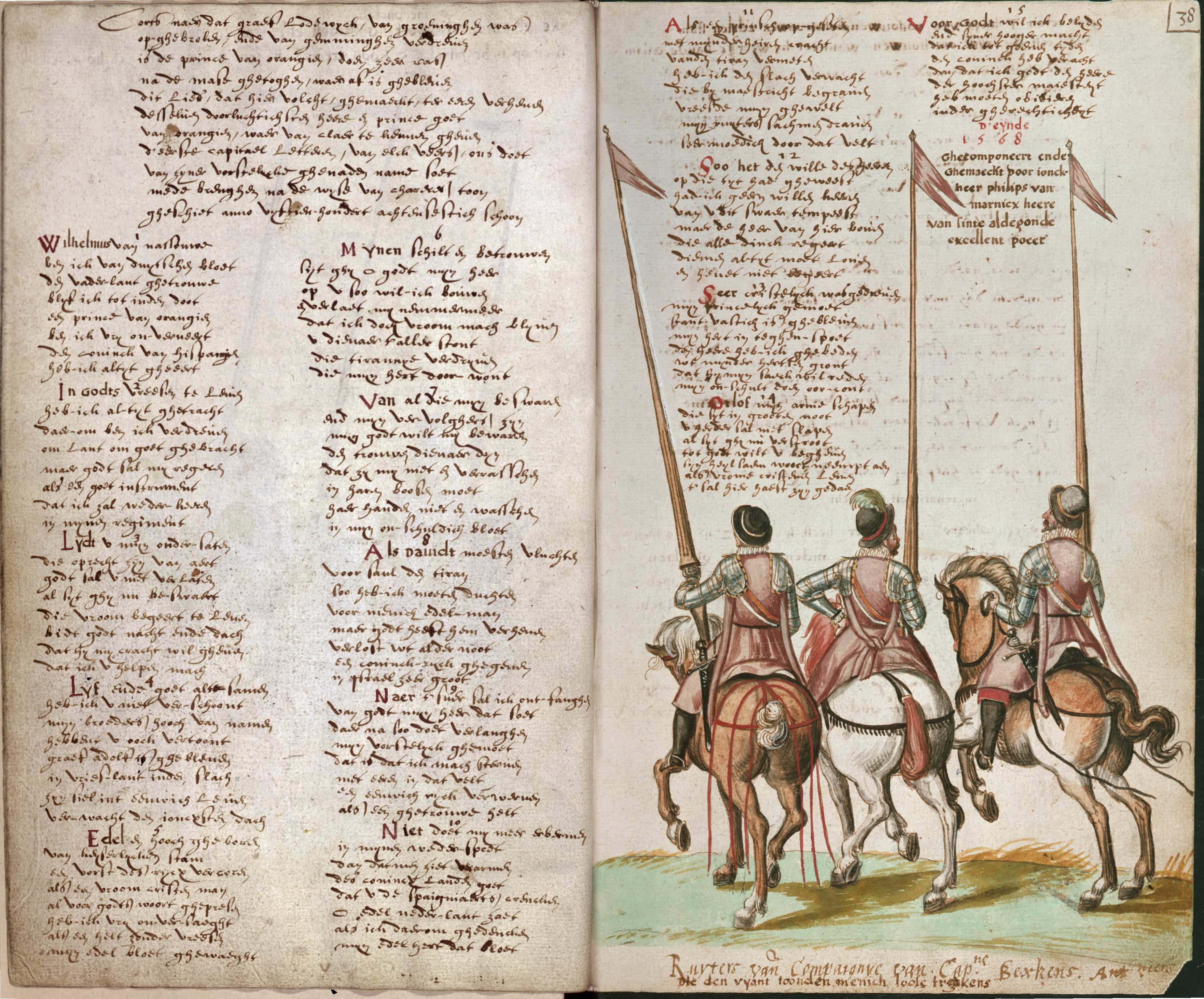
Handschrift met het Wilhelmus uit 1617. Marnix van St Aldegonde wordt op de rechterpagina genoemd als auteur van het lied en "excellent poeet".

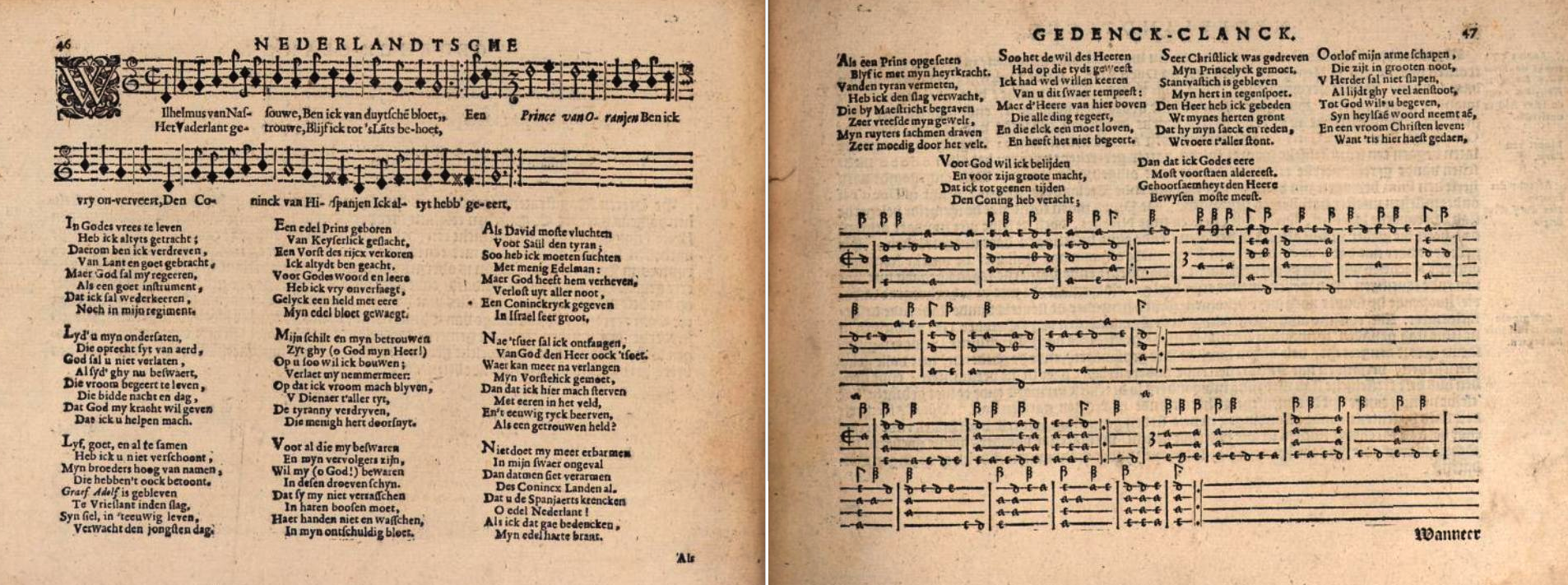
Wilhelmus door Adrianus Valerius in Nederlandtsche Gedenck-Clanck, 1626

In de 18e eeuw veranderde de melodie in die van de Prinsenmars, een vrolijke marsmelodie. Bij deze melodie paste de oorspronkelijke tekst niet goed meer.
Het Wilhelmus werd daarna vooral bekend in de vorm van een spotlied over 'Spaanse hoeren'; Nederlandse vrouwen die zich als prostituee hadden aangeboden aan de Spaanse soldaten en door hun vertrek hun inkomsten dreigden kwijt te raken. Met dit lied zouden zij de Spanjaarden verwijten arm naar de Nederlanden te zijn gekomen:
Wilhellemussie van Nâhassouwen,
Zijt gij van Duihuihuitsen bloed?
De elleboog door de mouwen,
Het haar al door de hoed.
Zijt gij Wilhellemus?
Zijt gij Wilhellemus?
Wel dat is goed.
In de loop der eeuwen zijn er honderden andere liedteksten geschreven op de Wilhelmusmelodie, van lichte varianten (Mauricius van Nassouwen) tot compleet nieuwe teksten. Hoewel het Wilhelmus ook functioneerde als dans- en jachtliedje, vinden we toch voornamelijk nationale en vaderlandse teksten op deze melodie.

## Instelling als volkslied
Als onofficieel volkslied werd het Wilhelmus door de eeuwen heen bij allerlei gelegenheden graag gezongen, met name door het oranjegezinde volksdeel. Mede om de schijn van partijdigheid te voorkomen, besloot men bij oprichting van het Verenigd Koninkrijk der Nederlanden voor een ander volkslied te kiezen. Uiteindelijk werd in 1817 het lied Wien Neêrlands bloed van dichter Hendrik Tollens gekozen. Zijn melodie werd echter afgekeurd en het was Johann Wilhelm Wilms die uiteindelijk de muziek mocht leveren.
De tekst van Tollens werd omwille van haar 'deftigheid' geen groot succes onder de bevolking, maar wist het toch vol te houden tot 1932. De reden hiervoor was onder andere dat het Wilhelmus als 'te protestants' werd beoordeeld door het katholieke zuiden. Toen in 1853 de bisschoppelijke hiërarchie werd hersteld, gebeurde er iets waardoor het Wilhelmus in elk geval voorlopig helemaal uit de gratie was. Dat jaar werd – mogelijk door de Aprilbeweging – namelijk ook het lied  't Wilhelmus der Geuzen uitgegeven, dat werd gezongen op de melodie van het Wilhelmus en overduidelijk pro-protestants en sterk anti-'paaps' was:
Hij [de Paus], die zich zonder rechten,
Heeft tot een Heer gemaakt,
Spreekt weêr tot ons als knechten,
Naar wier beheer hij haakt:
Hij wil ons overvleugelen,
En door zijn Bisschopsschaar,
Als ketters wreed beteugelen,
Als voor drie-honderd jaar.
Het zou nog tot de jaren 1880 duren alvorens het tij weer wat zou keren. De Tachtigers moesten bijvoorbeeld niets van Tollens' werk hebben. Ook was er in die tijd weer een hernieuwde belangstelling voor de 'roemrijke daden' uit het verleden ontstaan, wat gunstig was voor het Wilhelmus. De heruitgave van Valerius' Nederlandtsche Gedenck-clanck uit 1626 door theoloog A.D. Loman (sr.) in 1871 vormde de opmaat voor een hernieuwde belangstelling voor het Wilhelmus. Deze heruitgave bevatte onder andere het Wilhelmus met de oorspronkelijke melodieën en pianobegeleiding.
De Oostenrijkse componist Eduard Kremser bewerkte het Wilhelmus en andere Valeriusliederen tot de cyclus Sechs Altniederländische Volkslieder die in 1877 in première ging in Wenen en zes Valeriusliederen bevatte, die hij aan elkaar had herschreven tot een romantisch-heroïstisch programma, dat aldaar zeer goed werd ontvangen. Kremsers bewerking kreeg ook in Nederland veel waardering en ook prinses Wilhelmina was gecharmeerd van het stuk. Toen zij in 1898 de troon besteeg werd niet Wien Neêrlands bloed gespeeld; buiten werd De Prinsenmars gespeeld en binnen Kremsers versie van het Wilhelmus.
Op 10 mei 1932, tijdens de voorbereiding van Wilhelmina's 25-jarig regeringsjubileum, werd de versie van Kremser door de ministerraad van het conservatieve kabinet-Ruijs de Beerenbrouck III als het nieuwe volkslied ingesteld, hoewel niet bij wet of algemeen verbindend voorschrift maar slechts bij een besluit dat openbaar werd gemaakt. Hierbij kan evenwel worden opgemerkt dat het op een na oudste volkslied – het Britse God Save the King – überhaupt nooit officieel als volkslied is uitgeroepen.
Met name in socialistische kringen bestond aanvankelijk veel weerstand tegen het lied. Het Wilhelmus groeide pas tijdens de Tweede Wereldoorlog uit tot nationaal symbool van verzet tegen de Duitse Bezetting. Vooral het zesde couplet was populair vanwege de vrome verzetsgeest die de tekst uitdroeg. De zin 'de tirannie verdrijven', uit het zesde couplet werd in de jaren 1940-1945 geassocieerd met de nazi's die verdreven moesten worden. (Oorspronkelijk werden de Habsburgers bedoeld.)

## Na de Tweede Wereldoorlog
In de jaren zestig en zeventig van de 20e eeuw raakte het Wilhelmus opnieuw omstreden in kringen van tegenstanders van de monarchie. De opkomst van het oranjegevoel bij internationale voetbaltoernooien sinds de jaren negentig bracht hier echter weer verandering in.
Het lied is ook bekend in Vlaanderen. Daar is het soms te horen op een cantus en bij bijeenkomsten van orangistische en Groot- dan wel Heel-Nederlandse groeperingen. Zowel op het jaarlijkse Vlaams Nationaal Zangfeest als op de IJzerbedevaart wordt op het einde, vlak voor het zingen van de Vlaamse hymne De Vlaamse Leeuw, de zesde strofe van het Wilhelmus gezongen als symbool van de culturele band tussen Vlaanderen en Nederland.
Over het gebruik van het Wilhelmus ontstond in juni 2004 een politieke en maatschappelijke discussie, toen bekend werd dat sinds 1986 het Wilhelmus bij staatsaangelegenheden alleen gespeeld wordt bij aanwezigheid van een lid van het Koninklijk Huis. Koningin Beatrix zou de rechten op het Wilhelmus hebben opgeëist en niet toestaan dat het Wilhelmus buiten haar aanwezigheid zou worden gespeeld. Dit werd door de Rijksvoorlichtingsdienst ontkend. Wel werd bevestigd dat sinds 1986 het protocol voorschrijft dat bij ontvangst van buitenlandse gasten door ministers buiten aanwezigheid van leden van het Koninklijk Huis, niet het Wilhelmus wordt gespeeld, maar de Mars van de jonge Prins van Friesland.

## De tekst

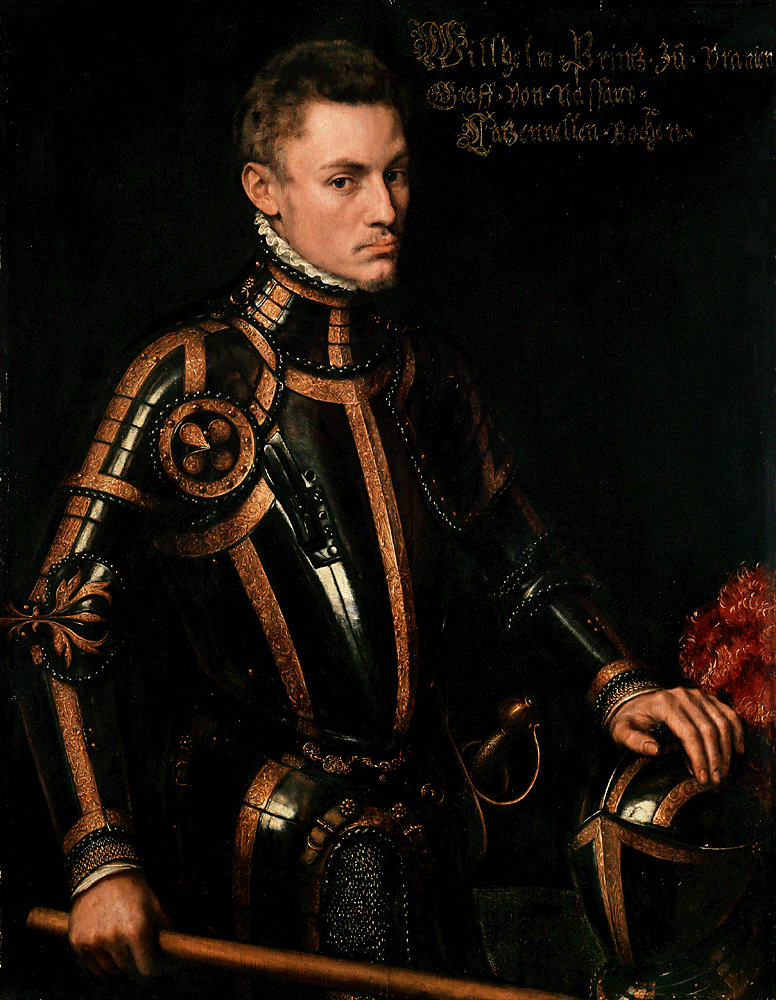
Portret van Willem van Oranje omstreeks 1554

Tegenwoordige tekst
Eerste couplet

Wilhelmus van Nassouwe

ben ik, van Duitsen bloed,

den vaderland getrouwe

blijf ik tot in den dood.

Een Prinse van Oranje

ben ik, vrij onverveerd,

den Koning van Hispanje

heb ik altijd geëerd.

Tweede couplet

In Godes vrees te leven

heb ik altijd betracht,

daarom ben ik verdreven,

om land, om luid gebracht.

Maar God zal mij regeren

als een goed instrument,

dat ik zal wederkeren

in mijnen regiment.

Derde couplet

Lijdt u, mijn onderzaten

die oprecht zijt van aard,

God zal u niet verlaten, 

al zijt gij nu bezwaard.

Die vroom begeert te leven,

bidt God nacht ende dag,

dat Hij mij kracht zal geven,

dat ik u helpen mag.

Vierde couplet

Lijf en goed al te samen

heb ik u niet verschoond,

mijn broeders hoog van namen

hebben 't u ook vertoond:

Graaf Adolf is gebleven

in Friesland in den slag,

zijn ziel in 't eeuwig leven

verwacht den jongsten dag.

Vijfde couplet

Edel en hooggeboren,

van keizerlijken stam,

een vorst des rijks verkoren,

als een vroom christenman,

voor Godes woord geprezen,

heb ik, vrij onversaagd,

als een held zonder vrezen

mijn edel bloed gewaagd.

Zesde couplet

Mijn schild ende betrouwen

zijt Gij, o God mijn Heer,

op U zo wil ik bouwen,

Verlaat mij nimmermeer.

Dat ik toch vroom mag blijven,

Uw dienaar t'aller stond,

de tirannie verdrijven

die mij mijn hart doorwondt.

Zevende couplet

Van al die mij bezwaren

en mijn vervolgers zijn,

mijn God, wil doch bewaren

den trouwen dienaar Dijn,

dat zij mij niet verrassen

in hunnen bozen moed,

hun handen niet en wassen

in mijn onschuldig bloed.

Achtste couplet

Als David moeste vluchten

voor Sauel den tiran,

zo heb ik moeten zuchten

als menig edelman.

Maar God heeft hem verheven,

verlost uit alder nood,

een koninkrijk gegeven

in Israël, zeer groot.

Negende couplet

Na 't zuur zal ik ontvangen

van God mijn Heer dat zoet,

daarna zo doet verlangen

mijn vorstelijk gemoed:

dat is, dat ik mag sterven

met eren in dat veld,

een eeuwig rijk verwerven

als een getrouwen held.

Tiende couplet

Niet doet mij meer erbarmen

in mijnen wederspoed

dan dat men ziet verarmen

des Konings landen goed.

Dat u de Spanjaards krenken,

o edel Neerland zoet,

als ik daaraan gedenke,

mijn edel hart dat bloedt.

Elfde couplet

Als een prins opgezeten

met mijner heires-kracht,

van den tiran vermeten

heb ik den slag verwacht,

die, bij Maastricht begraven,

bevreesde mijn geweld;

mijn ruiters zag men draven

zeer moedig door dat veld.

Twaalfde couplet

Zo het den wil des Heren

op Dien tijd had geweest,

had ik geern willen keren

van U dit zwaar tempeest.

Maar de Heer van hierboven,

Die alle ding regeert,

Die men altijd moet loven,

en heeft het niet begeerd.

Dertiende couplet

Zeer christlijk was gedreven

mijn prinselijk gemoed,

standvastig is gebleven

mijn hart in tegenspoed.

Den Heer heb ik gebeden

uit mijnes harten grond,

dat Hij mijn zaak wil redden,

mijn onschuld maken kond.

Veertiende couplet

Oorlof, mijn arme schapen

die zijt in groten nood,

uw herder zal niet slapen,

al zijt gij nu verstrooid.

Tot God wilt u begeven,

Zijn heilzaam woord neemt aan,

als vrome christen leven,

't zal hier haast zijn gedaan.

Vijftiende couplet

Voor God wil ik belijden

en Zijner groten macht,

dat ik tot genen tijden

den Koning heb veracht,

dan dat ik God den Heere,

der hoogsten Majesteit,

heb moeten obediëren

in der gerechtigheid.
Originele tekst
Eerste couplet

Wilhelmus van Nassouwe

Ben ick van Duytschen Bloedt,

Den Vaderland ghetrouwe

Blijf ick tot inden doet;

Een Prince van Orangien

Ben ick vry onverveert.

Den Coninck van Hispangien

Heb ick altijt gheeert.

Tweede couplet

In Godes vrees te leven

Heb ick altijt betracht,

Daerom ben ick verdreven

Om Land, om Luyd ghebracht:

Maer Godt sal my regeren

Als een goet Instrument,

Dat ick sal wederkeeren

In mijnen Regiment.

Derde couplet

Lijdt U, mijn Ondersaten,

Die oprecht zijn van aert,

Godt sal u niet verlaten

Al zijt ghy nu beswaert:

Die vroom begheert te leven,

Bidt Godt nacht ende dach.

Dat Hy my cracht wil gheven

Dat ick u helpen mach.

Vierde couplet

Lijf ende goed al te samen

Heb ick u niet verschoont,

Mijn Broeders, hooch van Namen,

Hebbent u oock vertoont:

Graef Adolff is ghebleven,

In Vrieslandt in den Slach,

Sijn siel int eewich leven

Verwacht den jonghsten dach.

Vijfde couplet

Edel en Hooch gheboren

Van Keyserlicken stam:

Een Vorst des Rijcks vercoren,

Als een vroom Christen-man,

Voor Godes Woort ghepreesen,

Heb ick vrij onversaecht,

Als een helt zonder vreesen

Mijn edel bloet gewaecht.

Zesde couplet

Mijn schilt ende betrouwen

Zijt ghy, O Godt, mijn Heer.

Op U soo wil ick bouwen,

Verlaet my nimmermeer;

Dat ick doch vroom mag blijven

U dienaer t'aller stond

Die tyranny verdrijven,

Die my mijn hert doorwondt.

Zevende couplet

Van al die my beswaren,

End mijn vervolghers zijn,

Mijn Godt wilt doch bewaren

Den trouwen dienaer dijn:

Dat sy my niet verasschen

In haeren boosen moet,

Haer handen niet en wasschen

In mijn onschuldich bloet.

Achtste couplet

Als David moeste vluchten

Voor Saul den tyran:

Soo heb ick moeten suchten

Met menich edelman:

Maer Godt heeft hem verheven,

Verlost uit alder noot,

Een Coninckrijck ghegheven

In Israël, seer groot.

Negende couplet

Na tsuer sal ick ontfanghen

Van Godt, mijn Heer, dat soet,

Daer na so doet verlanghen

Mijn vorstelick ghemoet,

Dat is, dat ick mag sterven

Met eeren, in dat velt,

Een eeuwich rijk verwerven

Als een ghetrouwe helt.

Tiende couplet

Niets doet my meer erbarmen

In mijnen wederspoet,

Dan dat men siet verarmen

Des Conincks landen goet,

Dat ud de Spaengiaerts crencken,

O edel Neerlandt soet,

Als ick daeraen ghedencke,

Mijn edel hert dat bloet.

Elfde couplet

Als een Prins opgheseten

Met mijnes heyres cracht,

Van den tyran vermeten

Heb ick den slach verwacht,

Die, by Maestricht begraven,

Bevreesde mijn ghewelt;

Mijn ruyters sach men draven

Seer moedich door dat velt.

Twaalfde couplet

Soo het den wil des Heeren

Op die tijt had gheweest,

Had ick geern willen keeren

Van u dit swaer tempeest:

Maer de Heer van hier boven

Die alle dinck regeert,

Die men altijt moet loven,

En heeftet niet begeert.

Dertiende couplet

Seer Prinslick was ghedreven

Mijn princelick ghemoet,

Stantvastich is ghebleven

Mijn hert in teghenspoet,

Den Heer heb ick ghebeden

Van mijnes herten gront,

Dat Hy mijn saeck wil reden,

Mijn onschult doen oircont.

Veertiende couplet

Oorlof mijn arme schapen,

Die zijt in grooten noot.

U Herder sal niet slapen,

Al zijt ghy nu verstroit:

Tot Godt wilt u begheven,

Sijn heylsaem woort neemt aen,

Als vrome Christen leven,

Tsal hier haest zijn ghedaen.

Vijftiende couplet

Voor Godt wil ick belijden

End sijner grooter macht,

Dat ick tot gheenen tijden

Den Coninck heb veracht:

Dan dat ick Godt den Heere,

Der hoochster Majesteyt,

Heb moeten obedieren,

In der gherechticheyt.